# NGC 1625
NGC 1625 је спирална галаксија у сазвежђу Еридан која се налази на NGC листи објеката дубоког неба.
Деклинација објекта је - 3° 18' 14" а ректасцензија 4h 37m 6,3s. Привидна величина (магнитуда) објекта NGC 1625 износи 12,3 а фотографска магнитуда 13,1. Налази се на удаљености од 38,3000 милиона парсека од Сунца. NGC 1625 је још познат и под ознакама MCG -1-12-38, IRAS 04346-0324, PGC 15654.